# John McTiernan
John McTiernan, född 8 januari 1951 i Albany, New York, är en amerikansk filmregissör och filmproducent. Bland hans mest uppmärksammade verk kan nämnas actionfilmerna Rovdjuret, Die Hard och Jakten på Röd Oktober.

## Filmografi (i urval)
- 1999 - Äventyraren Thomas Crown
- 1999 - Den 13:e krigaren
- 1995 - Die Hard - Hämningslöst
- 1993 - Den siste actionhjälten
- 1990 - Jakten på Röd Oktober
- 1988 - Die Hard
- 1987 - Rovdjuret